# Tipula (Lunatipula) fenderi
Tipula (Lunatipula) fenderi is een tweevleugelige uit de familie langpootmuggen (Tipulidae). De soort komt voor in het Nearctisch gebied.